# Coccobius aligarhensis
Coccobius aligarhensis är en stekelart som först beskrevs av Hayat 1974.  Coccobius aligarhensis ingår i släktet Coccobius och familjen växtlussteklar. Inga underarter finns listade i Catalogue of Life.